# NGC 6162
NGC 6162 (другие обозначения — UGC 10403, KUG 1626+329C, MCG 6-36-47, HCG 82A, ZWG 168.14, NPM1G +32.0473, PGC 58238) — линзообразная галактика (S0) в созвездии Геркулес.
Этот объект входит в число перечисленных в оригинальной редакции «Нового общего каталога».